# 과잉정당화 효과
과잉정당화 효과(過剩正當化效果, 영어: Overjustification effect)는 외부에서 귀인되는 많은 요인들로 인하여 내적 요인의 효과가 감소하는 것을 말한다.

## 같이 보기
- 강화 (심리학)
- 자기결정성 이론
- 사회심리학